# Svanatjärnarna (Vilhelmina socken, Lappland)
Svanatjärnarna är en sjö i Vilhelmina kommun i Lappland och ingår i Ångermanälvens huvudavrinningsområde.